# Шутяк Ернест Іванович
Ерне́ст Іванович Шутяк (4 жовтня 1914, с. Велика Поляна, тепер Снинський округ, Пряшівський край, Словаччина — 4 листопада 1998, смт. Міжгір'я, Міжгірського району, Закарпатської області) — український педагог, Заслужений вчитель України.

## Біографія
Ернест Шутяк народився в с. Велика Поляна Снинського округу на Пряшівщині, у родині вчителя народної школи, греко-католицького священика, ветерана першої світової війни Івана Шутяка та домогосподарки, сербки за походженням, Ганни Василівни з дому Мінчич. 
До 1914 року Шутяк-старший навчав дітей у великополянській школі. Потім вибухнула Перша світова війна, по якій родина Шутяків переїхала до с. Стражського Михайлівського округу, куди Івана Шутяка призначили управителем місцевої народної школи. 1924—1925 навчального року Шутяк-старший вчителював у с. Старе Давидково Мукачівського округу, а у 1925—1927 роках — у с. Щербовець на Воловеччині. Від 1927 року Шутяки проживали у с. Нижній Студений на Волівщині, де батько Ернеста був директором школи, а 1932 року Шутяк-старший помер.
Ернест Шутяк по закінченню 5 класів народної школи у Нижньому Студеному поступив на навчання до горожанської (неповньої середньої) школи у с. Білки Іршавського району, яку закінчив у 1933 році. У 1934—1938 роках навчався в Ужгородській чоловічій греко-католицькій учительській семінарії (нині — Закарпатський інститут післядипломної педагогічної освіти), де на той час директором був Августин Волошин та 1938 року закінчив її з відзнакою. У 1945 році здобув освіту в учительському інституті з правом викладання у горожанських школах. 
Протягом 1949—1959 років обіймав посаду завідувача Міжгірського районного відділу народної освіти і саме за його керівництва та безпосередньої участі на Міжгірщині було здійснено перехід на повну середню освіту. 1957 року заочно закінчив географічний факультет Київського державного педінституту ім. О. М. Горького з відзнакою.
Ернест Іванович тривалий час працював учителем та директором шкіл у селах Тур’я Ремета Перечинського округу, Присліп та Вучкове Волівського округу.
За організаторські та поваторські досягнення на педагогічній ниві, 1965 року Ернесту Івановичу Шутяку було вручено медаль А. С. Макаренка, а за видатні заслуги в галузі народної освіти та вихованні учнівської молоді того ж року йому присвоєно почесне звання — Заслужений вчитель України.
Останні роки свого життя Ернест Іванович працював у Міжгірській середній школі та одноразово за сумісництвом викладав курс психології у Міжгірському медичному училищі. 
Ернеста Івановича Шутяка не стало 4 листопада 1998 року. Похований у смт. Міжгір'я на Закарпатті.

## Нагороди, звання
- медаль А. С. Макаренка (1965);
- Заслужений вчитель України (1965).